# Björn Gustafsson (född 1986)
Lars Björn  Gustafsson, född 19 februari 1986 i Romelanda, Kungälv, är en svensk komiker och skådespelare.

## Biografi
Gustafsson är uppvuxen i Diseröd (en del av Romelanda) i Kungälvs kommun. Han gick på Mimers Hus Gymnasium innan han började studera på Calle Flygare Teaterskola i Stockholm och debuterade 2005 som ståuppare på nybörjarklubben BungyComedy. År 2006 gick han utbildningen StandupStar för rektor Özz Nûjen och handledare Jakob Öqvist. År 2008 fick Gustafsson stor uppmärksamhet i media genom sin insats i Parlamentet och som pausunderhållare i Melodifestivalen samt framröstades till Sveriges roligaste man av Aftonbladets läsare den 6 mars 2008. Han läste även upp Sveriges poäng i Eurovision Song Contest 2008. Samma år fick han, tillsammans med Victor Morell, ta emot Torparpriset, ett komikerpris till minne av Mats Ljung. Han uppträdde vidare på Guldbaggegalan 2009 tillsammans med Johan Glans och på Idrottsgalan 2009 tillsammans med Robert Gustafsson. Gustafsson har berättat att han i början av 2009 drabbades av utbrändhet till följd av den stora uppmärksamhet som hans plötsliga genombrott gett. Detta medförde stora problem med att arbeta med humor under ett par år.
I finalen av Melodifestivalen 2010 medverkade han kort som en fejkad pianist i Salem Al Fakirs nummer.
Gustafsson har även gjort mindre filmroller, bland annat i Kenny Begins, som rymdhjältens bror Lenny. Han gjorde sin första större filmroll I svenska långfilmen Kronjuvelerna, regisserad av Ella Lemhagen. Kronjuvelerna hade biopremiär 29 juni 2011 och visades som en TV-serie i SVT under vintern 2011. År 2011 medverkade han i den norska julkalendern Expedition: Julklapp som Håkan, där han blev utröstad i det 16:e programmet.
Runt år 2013 flyttade Gustafsson till Los Angeles för att försöka sig på att uppträda med stand-up på engelska. Under perioden i USA fick han en mindre roll i humorfilmen Spy (2015) mot bland anadra Melissa McCarthy. Han medverkade även i humorserien People of Earth (2016–2017) och gästade Conan O’Briens talkshow. Han bodde i USA i tre år innan han återvände till Sverige.
År 2018 hade Gustafsson en roll i humorfilmen Lyrro. Ut- och invandrarna. Sedan han och Alba August spelat äkta makar i dramafilmen Unga Astrid 2018 hade de under några år ett förhållande även i verkliga livet. Inför premiären av TV-serien Alla utom vi, där August och Gustafsson spelar ett par som försöker skaffa barn, berättade de i januari 2021 att de separerat. År 2022 gjorde Gustafsson rollen som Kaj-Robert i den Netflixproducerade serien Clark.
År 2024 gjorde Gustafsson återbesök i rollen som pausunderhållare i Melodifestivalen. Under finalavsnittet deltog han med den egenkomponerade gruppen Björnzone, med bland andra Loa Falkman, Måns Zelmerlöw, Eric Saade Adam Lundgren, Ulrik Munther och Filip Berg som medlemmar.

## Filmografi

### TV-program
- 2006 – Idol (reklam)
- 2007–2014 – Parlamentet
- 2007 – Stockholm Live
- 2007 – Extra! Extra!
- 2008 – Melodifestivalen
- 2008 – Eurovision Song Contest
- 2008 – Tack gode gud
- 2008 – Morgonsoffan
- 2008 – Sverige pussas och kramas
- 2008 – Hål i väggen
- 2008–2011 – Robins
- 2009 – Guldbaggegalan
- 2009 – Idrottsgalan
- 2009 – Roast på Berns
- 2011 – Nissene over skog og hei
- 2012–2013 – Kontoret
- 2012 – Historieätarna
- 2013 – Barna Hedenhös uppfinner julen
- 2014 – Söder om Folkungagatan
- 2015 – Boy Machine
- 2016–2017 – People of Earth
- 2019 – Ture Sventon och Bermudatriangelns hemlighet
- 2021 – Alla utom vi
- 2022 – Clark
- 2023 – Padeldrömmar
- 2024 – Melodifestivalen

### Filmer
- 2006 – Beck – Flickan i jordkällaren
- 2008 – Les grandes personnes
- 2008 – Horton
- 2008 – Björn Gustafsson - Ett livsverk
- 2009 – Kenny Begins
- 2010 – Klovn: The Movie
- 2011 – Kronjuvelerna
- 2012 – Cockpit
- 2015 – Spy
- 2015 – Kung Fury
- 2015 – Other Space
- 2018 – Unga Astrid
- 2018 – Lyrro - Ut & invandrarna
- 2018 – Spider-Man: Into the Spider-Verse
- 2019 – Lejonkungen
- 2019 – Klaus
- 2019 – Ring mamma!
- 2020 – Berts dagbok
- 2020 – Nelly Rapp - Monsteragent
- 2024 – The Penguin Lessons